# Polyplátano (Flórina)
Polyplátano, en grec moderne : Πολυπλάτανο, auparavant appelé Klamboúsista (Κλαμπούσιστα), est un village du dème de Flórina, district régional de Flórina, en Macédoine-Occidentale, Grèce. 
Selon le recensement de 2011, la population du village compte 257 habitants.